# Pfadi Winterthur
El Pfadi Winterthur es un equipo de balonmano de la localidad suiza de Winterthur. Actualmente milita en la Nationalliga A.

## Palmarés
- Ligas suizas: 10
  - Temporadas: 1992, 1994, 1995, 1996, 1997, 1998, 2002, 2003, 2004, 2021
- Copas de Suiza: 5
  - Temporadas : 1998, 2003, 2010, 2015, 2018

## Plantilla 2024-25
|  | Porteros - 29 Gustav Hein - 30 Leonard Grazioli - 32 Ramon Kusnandar Extremos izquierdos - 9 Niclas Mierzwa - 21 Tazio Baumann Extremos derechos - 18 Matteo Elias Etter - 27 Alec Smit - 28 Maximilian Freiberg - 44 Leandro Lioi Pívots - 2 Tarik Hadzic - 6 Kristian Rammel | Laterales izquierdos - 11 Tim Rellstab - 17 Lukas Heer - 24 Mischa Romer Centrales - 7 Oliver Eggert - 23 Gian-Luca Bühlmann - 41 Alessio Lioi - 43 Laurin Rinderknecht Laterales derechos - 19 Aleksandar Radovanović - 34 Dominik Ruh |